# Büttenhardt
Büttenhardt és un antic municipi del cantó de Schaffhausen (Suïssa).